# 河北碘泡虫
河北碘泡虫（学名：Myxobolus hopehensis）为碘泡科碘泡虫属的动物。在中国，分布于湖南、河北、湖北等，营寄生生活，寄生在鳃（鲢、鳙）、肠、胆囊（鳙）。